# Bellefonte, Delaware
Bellefonte är en kommun (town) i New Castle County i Delaware. Vid 2020 års folkräkning hade Bellefonte 1 225 invånare.